# 陶庵梦忆
《陶庵梦忆》为明代散文家张岱晚年所著的一部笔记体散文集，也是张岱最为著名的著作之一。

## 背景
本书作者张岱（1597年－1679年）为明末人，出身于仕宦家庭，早年过着衣食无忧的生活，且淡泊功名，未曾参加科举。甲申之變以後，张岱曾作为监国鲁王的幕僚，参与到反清復明。南明灭亡后，张岱祖业散尽，避居山中，晚年穷困潦倒。《陶庵梦忆》即成书于这一时期，但直至乾隆四十年（1775年）才初版行世。而根据张的自序，《陶庵梦忆》先于《石匮书》完成。

### 释名
《陶庵梦忆》以梦为名。张岱认为从昔日的富贵到今日的穷困犹如“大梦将寤”，因而追忆过往的生活，作“一番梦呓”，以「持向佛前，一一懺悔。」。

## 内容
全书八卷，共收录小品文124则。追写了明代江南民间的风俗人情，描写生动而简练。同时本书中含有大量关于明代日常生活、娱乐、戏曲、古董等的纪录，因此被研究明代物质文化的学者视为重要文献。

### 序
陶庵國破家亡，無所歸止，披髮入山，駴駴為野人。故舊見之，如毒藥猛獸，愕窒不敢與接。作自挽詩，每欲引決。 
因《石匱書》未成，尚視息人世。然瓶粟屢罄，不能舉火，始知首陽二老直頭餓死，不食周粟，還是後人妝點語也。饑餓之餘，好弄筆墨，因思昔人生長王、謝，頗事豪華，今日罹此果報。以笠報顱，以簣報踵，仇簪履也；以衲報裘，以苧報絺，仇輕暖也；以藿報肉，以糲報粻，仇甘旨也；以薦報床，以石報枕，仇溫柔也；以繩報樞，以甕報牖，仇爽塏也； 以煙報目，以糞報鼻，仇香艷也；以途報足，以囊報肩，仇輿從也。種種罪案，從種種果報中見之。雞鳴枕上，夜氣方回，因想余生平，繁華靡麗，過眼皆空，五十年來，總成一夢。今當黍熟黃粱，車旅蟻穴，當作如何消受？遙思往事，憶即書之，持向佛前，一一懺悔。不次歲月，異年譜也；不分門類，別志林也。偶拈一則，如游舊徑，如見故人，城郭人民，翻用自喜，真所謂癡人前不得說夢矣。昔有西陵腳夫為人擔酒，失足破其甕，念無所償，痴坐佇想曰：“得是夢便好！” 一寒士鄉試中式，方赴鹿鳴宴，恍然猶意非真，自嚙其臂曰： “莫是夢否？”一夢耳，惟恐其非夢，又惟恐其是夢，其為痴人則一也。余今大夢將寤，猶事雕虫，又是一番夢囈。因歎慧業文人，名心難化，正如邯鄲夢斷，漏盡鐘鳴，盧生遺表，猶思摹拓二王，以流傳后世。則其名根一點，堅固如佛家舍利，劫火猛烈，猶燒之不失也。

## 版本
- 《陶庵梦忆》有砚云甲编本一卷 乾隆四十年（1775年）
- 《陶庵梦忆》王文诰本八卷 乾隆五十九年（1794年）
- 《陶庵梦忆》王文诰本八卷 二刻道光二年（1822年）

## 文献
1. ↑  .开放文学网站；自序里有“因《石匱書》未成，尚視息人世。”字样。
2. ↑  .开放文学网站；“...遙思往事，憶即書之，持向佛前，一一懺悔。...余今大夢將寤，猶事雕蟲，又是一番夢囈。...”（《陶庵梦忆》自序）
3. ↑  史景遷《前朝夢憶・張岱的浮華與蒼涼》第八章：「他很清楚自己追尋過去是為了什麼：『遙思往事，憶及書之。持向佛前，一一懺悔。』張岱心中，這毋寧變成一道贖罪的功課。」

- 《陶庵梦忆》，張岱著，ISBN 7806652949